# عنبر الموت (فلم)
عنبر الموت فيلم دراما مصري من إنتاج سنة 1989. الفيلم من إخراج أشرف فهمي، وتأليف يوسف إدريس، وسيناريو وحوار مصطفى محرم، وإنتاج رياض العريان، ومن بطولة نور الشريف، ويحيى الفخراني، وعفاف شعيب، وحسن عابدين، وعايدة رياض.

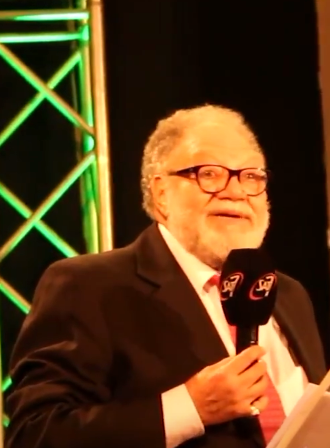
يحيى الفخراني في دور توفيق الشربتلي

## القصة
توفيق مستورد يقوم باستيراد شحنة فاسدة من طعام الأطفال الملوث بالأشعاع، مما يعرض آلاف الأطفال للموت، تحاول نبيلة وهي صحفية شابة آثارة الرأى العام وفضح أسرار شحنة أطعمة الأطفال الملوثة، تفاجأ بأن السلطات المختصة تمنع نشر تفصيلات الموضوع الخطير. يصاب طفلها الوحيد متأثرًا بالأطعمة الملوثة. تحاول دفع فؤاد الضابط الشاب إلى  إتخاذ موقف إزاء هذا الخطر، ينقل طفلهما للمستشفى للعلاج، يتأكد فؤاد من أن السجين السابق توفيق استطاع السفر إلى ألمانيا وعمل في مجال الاستيراد والتصدير، ينوي إدخال شحنات أخرى فاسدة للبلاد، يقوم فؤاد باعداد خطة لاستدراج توفيق وإحضاره إلى مصر، مع شحنته الفاسدة، ويقف القانون عاجزًا أمام الفساد الذي ينشره توفيق، وأمثاله من المغامرين أصحاب الضمائر الغائبة، يقرر فؤاد تنحية القانون جانبا والانتقام لآلاف الأطفال الأبرياء الذين ذهبوا ضحية الفساد والجشع، ويقوم بقتل توفيق وأصدقائه الذين يقيمون حفلة للاستعداد لغزو البلاد بشحنات أخرى فاسدة.

## طاقم التمثيل
- نور الشريف بدور  فؤاد[3]
- يحيى الفخراني بدور توفيق الشربتلي
- عفاف شعيب بدور نبيلة
- حسن عابدين بدور عبد الحميد
- عايدة رياض بدور تحية
- حمدي السخاوي بدور كارل
- كمال حسين بدور اللواء حسين نافع
- حسن حسين بدور مأمور السجن
- عبد الحميد أنيس بدور ضابط المباحث
- نادر حسن بدور عمر
- محمد جمعة بدور المصور الصحفي
- حسين الشريف
- عبد الله حفني
- أحمد كمال
- سميحة محمد
- صبري عبد المنعم
- حمدي يوسف
- أدوارد نجيب
- سمير رستم
- سلوى خيري
- طارق خيرى
- أحمد أبو عبية
- رأفت راجي

## وصلات خارجية
- عنبر الموت على موقع قاعدة بيانات الأفلام العربية